# Championnats d'Asie de cross-country 2007
Navigation
Édition précédente Édition suivante
Les 9e championnats d'Asie de cross-country ont eu lieu le 10 mars 2007 à Amman, la capitale jordanienne, sous la direction de l'Association Asiatique d'athlétisme. Quatre courses furent organisés pour les catégories seniors femmes, seniors hommes, juniors femmes et juniors hommes.

## Faits marquants
Le Bahreïn réalise un triplé sur la course seniors femmes.
Les sœurs jumelles indiennes Monika et Rohini Raut sont respectivement première et deuxième de la course junior féminine.
La Chine disparaît totalement du tableau des médailles ce qui contraste avec les résultats flamboyants des derniers championnats.

## Résultats

### Hommes
| Épreuve    | Or                                | Argent                           | Bronze                          |
| Individuel | Abdullah Ahmad Hassan 35 min 41 s | Surendra Singh Kumar 36 min 43 s | Khaled Kamal Khaled 36 min 48 s |

| Épreuve    | Or                           | Argent                          | Bronze                       |
| Individuel | Kamal Ali Thamer 23 min 17 s | Nasser Jamal Nasser 24 min 42 s | Mujahid Al-Ommal 25 min 30 s |

### Femmes
| Épreuve    | Or                       | Argent                          | Bronze                     |
| Individuel | Maryam Jamal 26 min 29 s | Karima Saleh Jassem 26 min 36 s | Nadia Ejjafini 26 min 49 s |

| Épreuve    | Or                      | Argent                  | Bronze                                |
| Individuel | Monika Raut 23 min 24 s | Rohini Raut 23 min 30 s | Bara´a Awadallah Marouane 23 min 46 s |

## Table des médailles
| Rang  | Nation   | Or | Argent | Bronze | Total |
| ----- | -------- | -- | ------ | ------ | ----- |
| 1     | Qatar    | 2  | 1      | 0      | 3     |
| 2     | Inde     | 1  | 2      | 0      | 3     |
| 3     | Bahreïn  | 1  | 1      | 2      | 4     |
| 4     | Yémen    | 0  | 0      | 1      | 1     |
| 4     | Jordanie | 0  | 0      | 1      | 1     |
| Total | Total    | 4  | 4      | 4      | 12    |